# John Vanbrugh
Sir John Vanbrugh (/ˈvænbrə/;rửa tội ngày 24 tháng 1 năm 1764 - 26 tháng 3 năm 1726) là một kiến trúc sư tiếng Anh, nhà soạn kịch và sứ giả người Anh, có lẽ nổi tiếng nhất là nhà thiết kế của Cung điện Blenheim và Lâu đài Howard. Ông đã viết hai bộ phim hài Khôi phục lập luận và thẳng thắn, The Relapse (1696) và The Provoked Wife (1697), đã trở thành những vở kịch được yêu thích lâu dài nhưng ban đầu đôi khi gây ra nhiều tranh cãi. Ông được phong tước hiệp sĩ năm 1714.